# المسلمون قادمون: الإسلاموفوبيا والتطرف والحرب الداخلية على الإرهاب (كتاب)
المسلمون قادمون: الإسلاموفوبيا والتطرف والحرب الداخلية على الإرهاب هو عنوان لكتاب مترجم من الإنجليزية (العنوان الاصلي:The Muslims Are Coming! Islamophobia, Extremism, and the Domestic War on Terror)،w صدر سنة 2014 الكتاب من تأليف المحاضر البريطاني آرون كوندناني)المهتم بموضوع الإسلاموفوبيا- مسار «الإسلاموفوبيا» بعد هجمات 11 سبتمبر/أيلول). , والكتاب مُترجم للغة العربية سنة 2016 ترجمه شكري مجاهد.
يتوزع كتاب على مقدمة وتسعة فصول وخاتمة؛ ويستعرض عبره مؤلفُه مسار «الإسلاموفوبيا» بعد هجمات 11 سبتمبر/أيلول. ويناقش كيف أدت الدراسات والتفسيرات والتحليلات «المغالطة» للتطرف -باعتباره سلوكا «دينيا»- إلى ظلم ديانة كاملة من جهة، وإلى تكثيف عوامل التطرف من جهة أخرى؛ لتتحول سياسات مكافحة الإرهاب إلى عامل إضافي لصناعة الإرهاب، ويتم الاستقراء من خلال «نماذج» متعددة من «الحالات»، وبأسلوب لا يخلو من طرافة وعمق.
طرح المؤلف إشكالية «الإسلاموفوبيا» وكيف تمت ترجمتها إلى ما بات يُعرف بالحرب على الإرهاب؛ مستخدما الحالة الأميركية والبريطانية نموذجا؛ مبينا سلسلة من المغالطات ترعاها فلسفة «تبريرية» يتبناها العديد من المثقفين والإعلاميين ومراكز الدراسات.